# Матч за звание чемпиона мира по шахматам 2008

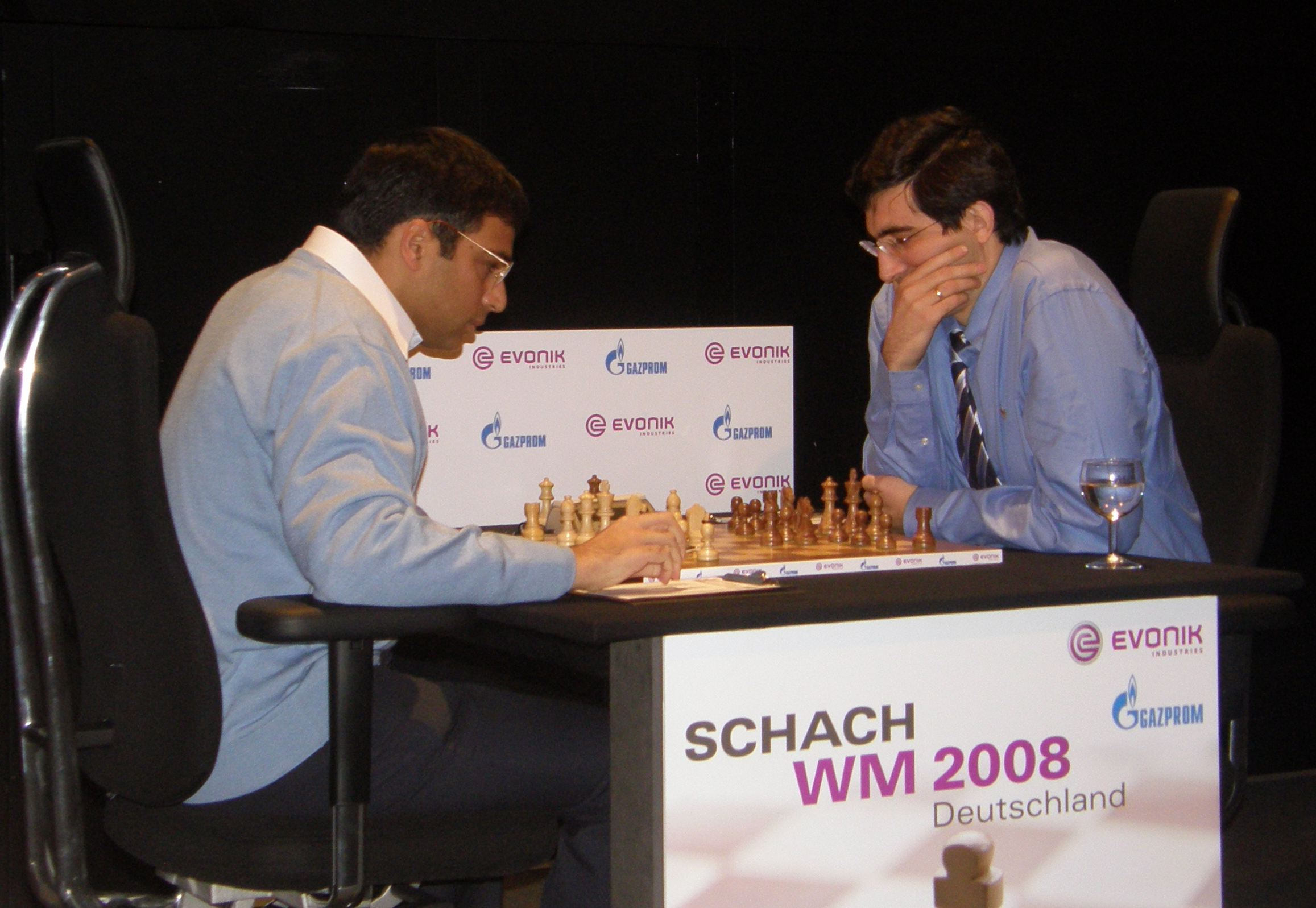
Матч Ананд — Крамник.

Матч на первенство мира по шахматам 2008 года — между чемпионом мира Вишванатаном Анандом и Владимиром Крамником проходил в Бонне с 14 по 29 октября.

## Предыстория
Данный матч стал вторым матчем на первенство мира после объединения двух линий чемпионов мира по шахматам — чемпионов ФИДЕ и «чемпионов по классическим шахматам». В первом, объединительном матче, Владимир Крамник победил Веселина Топалова и стал абсолютным чемпионом мира. Затем, в сентябре 2007 года прошёл очередной чемпионат мира ФИДЕ, в котором победу одержал Вишванатан Ананд. Таким образом, матч 2008 года стал матчем, в котором Крамник, как занявший в чемпионате 2007 года 2-е место, мог вернуть потерянную им шахматную корону. Частью шахматной общественности матч рассматривался как соревнование, в котором определится «настоящий» чемпион мира (абсолютное большинство профессиональных шахматистов считает, что, несмотря на все новшества в розыгрыше звания чемпиона мира, вводимые ФИДЕ, истинным чемпионом может считаться только тот, кто победил предыдущего чемпиона в матче).

## Организация
Матч проходил в Бонне с 14 по 29 октября. Призовой фонд составил 1,5 миллиона евро.

### Регламент
Регламент матча в точности повторил регламент предыдущего матча на первенство мира между Крамником и Топаловым: четыре серии партий, каждая следующая серия играется только в том случае, если предыдущая закончилась ничьей. Победа в очередной серии приносит победу в матче.
1. Основная серия — максимум 12 партий с классическим контролем времени.
2. Тай-брейк — 4 партии в быстрые шахматы.
3. Две партии с контролем блиц.
4. Решающая партия на выбывание. Правила:
  - Проводится жеребьёвка. Игрок, выигравший жеребьёвку, получает право выбирать цвет.
  - Играется одна блиц-партия, в которой белые фигуры получают 6 минут, чёрные — 5 минут, без какого-либо добавочного времени.
  - В случае ничьей в партии игрок, игравший чёрными, провозглашается победителем.

### Секунданты
Секунданты Ананда: П.-Х. Нильсен, Р. Касымджанов, Р. Войташек, С. Гангули.
Секунданты Крамника: С. Рублевский, Л. Фрессине, П. Леко.

### Контроль времени
Контроль времени: 2 часа на 40 ходов, затем 1 час на 20 ходов и 15 минут до конца партии с добавлением 30 секунд на ход, начиная с 61-го.

## Прогнозы
Предугадывать исход матча не брался практически никто, но всё же значительная часть комментаторов отдавала предпочтение Крамнику. Его главным преимуществом называли значительно больший опыт матчей на первенство мира — этот матч стал для Крамника четвёртым по счёту.
Ананд более известен как сильный турнирный игрок, в единственном матче за шахматную корону, с Гарри Каспаровым в 1995 году, он проиграл. Кроме того, Ананда считают менее психологически устойчивым. С другой стороны, Ананд считается лучшим в мире игроком в быстрые шахматы, поэтому при сведении основной серии вничью в тай-брейке его шансы оценивались значительно выше.

## Ход матча

### 1-я партия
В первой партии Крамник играл белыми. Эта партия вызывала некоторое недоумение комментаторов — соперники разыграли славянскую защиту, не было применено никаких дебютных новинок, уже к 18 ходу сложилась практически ничейная позиция с лёгким перевесом белых, который так и не появилось шанса реализовать. Закономерный результат партии — ничья.
Отмечали, что подобное начало матча совершенно нехарактерно для Крамника — он всегда стремился завязать в первых партиях острую борьбу, и часто ему удавалось добыть на старте одно- два очка, поставив противника в положение догоняющего. Здесь же ничего подобного не произошло. Комментаторы предлагали различные объяснения. В частности, говорили, что Крамник, возможно, пытается вести психологическую борьбу — намеренно «тормозит» в первых партиях, чтобы Ананд, настроившийся в начале матча сдерживать традиционный натиск экс-чемпиона, «пробуксовал» и потерял настрой.

### 2-я партия
Во второй партии была разыграна защита Нимцовича. На 21-м ходу Крамник, играя чёрными, вместо хода, ведущего к форсированной ничьей, сделал неоднозначный ход, после которого обозначилось некоторое преимущество белых. В течение следующего десятка ходов позиция оставалась напряжённой (хотя на пресс-конференции Крамник сказал, что не видел для себя ничего особенно опасного). Пути к выигрышу Ананд так и не нашёл, зато соперники израсходовали на раздумья довольно много времени. Партия закончилась вничью.
После этой партии эксперты заговорили о том, что не видно ожидаемого преимущества Крамника — Ананд выглядит несколько лучше.

### 3-я партия
|   | a | b | c | d | e | f | g | h |   |
| - | --- | --- | --- | --- | --- | --- | --- | --- | - |
| 8 | g8 чёрная ладья · b7 чёрный слон · b6 чёрный ферзь · e6 чёрная пешка · f6 чёрная пешка · h6 чёрный король · b5 белый слон · h5 чёрная пешка · a4 белая пешка · f4 белая пешка · b2 белая пешка · e2 белый ферзь · f2 белая пешка · h2 белая пешка · a1 белая ладья · f1 белый король | g8 чёрная ладья · b7 чёрный слон · b6 чёрный ферзь · e6 чёрная пешка · f6 чёрная пешка · h6 чёрный король · b5 белый слон · h5 чёрная пешка · a4 белая пешка · f4 белая пешка · b2 белая пешка · e2 белый ферзь · f2 белая пешка · h2 белая пешка · a1 белая ладья · f1 белый король | g8 чёрная ладья · b7 чёрный слон · b6 чёрный ферзь · e6 чёрная пешка · f6 чёрная пешка · h6 чёрный король · b5 белый слон · h5 чёрная пешка · a4 белая пешка · f4 белая пешка · b2 белая пешка · e2 белый ферзь · f2 белая пешка · h2 белая пешка · a1 белая ладья · f1 белый король | g8 чёрная ладья · b7 чёрный слон · b6 чёрный ферзь · e6 чёрная пешка · f6 чёрная пешка · h6 чёрный король · b5 белый слон · h5 чёрная пешка · a4 белая пешка · f4 белая пешка · b2 белая пешка · e2 белый ферзь · f2 белая пешка · h2 белая пешка · a1 белая ладья · f1 белый король | g8 чёрная ладья · b7 чёрный слон · b6 чёрный ферзь · e6 чёрная пешка · f6 чёрная пешка · h6 чёрный король · b5 белый слон · h5 чёрная пешка · a4 белая пешка · f4 белая пешка · b2 белая пешка · e2 белый ферзь · f2 белая пешка · h2 белая пешка · a1 белая ладья · f1 белый король | g8 чёрная ладья · b7 чёрный слон · b6 чёрный ферзь · e6 чёрная пешка · f6 чёрная пешка · h6 чёрный король · b5 белый слон · h5 чёрная пешка · a4 белая пешка · f4 белая пешка · b2 белая пешка · e2 белый ферзь · f2 белая пешка · h2 белая пешка · a1 белая ладья · f1 белый король | g8 чёрная ладья · b7 чёрный слон · b6 чёрный ферзь · e6 чёрная пешка · f6 чёрная пешка · h6 чёрный король · b5 белый слон · h5 чёрная пешка · a4 белая пешка · f4 белая пешка · b2 белая пешка · e2 белый ферзь · f2 белая пешка · h2 белая пешка · a1 белая ладья · f1 белый король | g8 чёрная ладья · b7 чёрный слон · b6 чёрный ферзь · e6 чёрная пешка · f6 чёрная пешка · h6 чёрный король · b5 белый слон · h5 чёрная пешка · a4 белая пешка · f4 белая пешка · b2 белая пешка · e2 белый ферзь · f2 белая пешка · h2 белая пешка · a1 белая ладья · f1 белый король | 8 |
| 7 | g8 чёрная ладья · b7 чёрный слон · b6 чёрный ферзь · e6 чёрная пешка · f6 чёрная пешка · h6 чёрный король · b5 белый слон · h5 чёрная пешка · a4 белая пешка · f4 белая пешка · b2 белая пешка · e2 белый ферзь · f2 белая пешка · h2 белая пешка · a1 белая ладья · f1 белый король | g8 чёрная ладья · b7 чёрный слон · b6 чёрный ферзь · e6 чёрная пешка · f6 чёрная пешка · h6 чёрный король · b5 белый слон · h5 чёрная пешка · a4 белая пешка · f4 белая пешка · b2 белая пешка · e2 белый ферзь · f2 белая пешка · h2 белая пешка · a1 белая ладья · f1 белый король | g8 чёрная ладья · b7 чёрный слон · b6 чёрный ферзь · e6 чёрная пешка · f6 чёрная пешка · h6 чёрный король · b5 белый слон · h5 чёрная пешка · a4 белая пешка · f4 белая пешка · b2 белая пешка · e2 белый ферзь · f2 белая пешка · h2 белая пешка · a1 белая ладья · f1 белый король | g8 чёрная ладья · b7 чёрный слон · b6 чёрный ферзь · e6 чёрная пешка · f6 чёрная пешка · h6 чёрный король · b5 белый слон · h5 чёрная пешка · a4 белая пешка · f4 белая пешка · b2 белая пешка · e2 белый ферзь · f2 белая пешка · h2 белая пешка · a1 белая ладья · f1 белый король | g8 чёрная ладья · b7 чёрный слон · b6 чёрный ферзь · e6 чёрная пешка · f6 чёрная пешка · h6 чёрный король · b5 белый слон · h5 чёрная пешка · a4 белая пешка · f4 белая пешка · b2 белая пешка · e2 белый ферзь · f2 белая пешка · h2 белая пешка · a1 белая ладья · f1 белый король | g8 чёрная ладья · b7 чёрный слон · b6 чёрный ферзь · e6 чёрная пешка · f6 чёрная пешка · h6 чёрный король · b5 белый слон · h5 чёрная пешка · a4 белая пешка · f4 белая пешка · b2 белая пешка · e2 белый ферзь · f2 белая пешка · h2 белая пешка · a1 белая ладья · f1 белый король | g8 чёрная ладья · b7 чёрный слон · b6 чёрный ферзь · e6 чёрная пешка · f6 чёрная пешка · h6 чёрный король · b5 белый слон · h5 чёрная пешка · a4 белая пешка · f4 белая пешка · b2 белая пешка · e2 белый ферзь · f2 белая пешка · h2 белая пешка · a1 белая ладья · f1 белый король | g8 чёрная ладья · b7 чёрный слон · b6 чёрный ферзь · e6 чёрная пешка · f6 чёрная пешка · h6 чёрный король · b5 белый слон · h5 чёрная пешка · a4 белая пешка · f4 белая пешка · b2 белая пешка · e2 белый ферзь · f2 белая пешка · h2 белая пешка · a1 белая ладья · f1 белый король | 7 |
| 6 | g8 чёрная ладья · b7 чёрный слон · b6 чёрный ферзь · e6 чёрная пешка · f6 чёрная пешка · h6 чёрный король · b5 белый слон · h5 чёрная пешка · a4 белая пешка · f4 белая пешка · b2 белая пешка · e2 белый ферзь · f2 белая пешка · h2 белая пешка · a1 белая ладья · f1 белый король | g8 чёрная ладья · b7 чёрный слон · b6 чёрный ферзь · e6 чёрная пешка · f6 чёрная пешка · h6 чёрный король · b5 белый слон · h5 чёрная пешка · a4 белая пешка · f4 белая пешка · b2 белая пешка · e2 белый ферзь · f2 белая пешка · h2 белая пешка · a1 белая ладья · f1 белый король | g8 чёрная ладья · b7 чёрный слон · b6 чёрный ферзь · e6 чёрная пешка · f6 чёрная пешка · h6 чёрный король · b5 белый слон · h5 чёрная пешка · a4 белая пешка · f4 белая пешка · b2 белая пешка · e2 белый ферзь · f2 белая пешка · h2 белая пешка · a1 белая ладья · f1 белый король | g8 чёрная ладья · b7 чёрный слон · b6 чёрный ферзь · e6 чёрная пешка · f6 чёрная пешка · h6 чёрный король · b5 белый слон · h5 чёрная пешка · a4 белая пешка · f4 белая пешка · b2 белая пешка · e2 белый ферзь · f2 белая пешка · h2 белая пешка · a1 белая ладья · f1 белый король | g8 чёрная ладья · b7 чёрный слон · b6 чёрный ферзь · e6 чёрная пешка · f6 чёрная пешка · h6 чёрный король · b5 белый слон · h5 чёрная пешка · a4 белая пешка · f4 белая пешка · b2 белая пешка · e2 белый ферзь · f2 белая пешка · h2 белая пешка · a1 белая ладья · f1 белый король | g8 чёрная ладья · b7 чёрный слон · b6 чёрный ферзь · e6 чёрная пешка · f6 чёрная пешка · h6 чёрный король · b5 белый слон · h5 чёрная пешка · a4 белая пешка · f4 белая пешка · b2 белая пешка · e2 белый ферзь · f2 белая пешка · h2 белая пешка · a1 белая ладья · f1 белый король | g8 чёрная ладья · b7 чёрный слон · b6 чёрный ферзь · e6 чёрная пешка · f6 чёрная пешка · h6 чёрный король · b5 белый слон · h5 чёрная пешка · a4 белая пешка · f4 белая пешка · b2 белая пешка · e2 белый ферзь · f2 белая пешка · h2 белая пешка · a1 белая ладья · f1 белый король | g8 чёрная ладья · b7 чёрный слон · b6 чёрный ферзь · e6 чёрная пешка · f6 чёрная пешка · h6 чёрный король · b5 белый слон · h5 чёрная пешка · a4 белая пешка · f4 белая пешка · b2 белая пешка · e2 белый ферзь · f2 белая пешка · h2 белая пешка · a1 белая ладья · f1 белый король | 6 |
| 5 | g8 чёрная ладья · b7 чёрный слон · b6 чёрный ферзь · e6 чёрная пешка · f6 чёрная пешка · h6 чёрный король · b5 белый слон · h5 чёрная пешка · a4 белая пешка · f4 белая пешка · b2 белая пешка · e2 белый ферзь · f2 белая пешка · h2 белая пешка · a1 белая ладья · f1 белый король | g8 чёрная ладья · b7 чёрный слон · b6 чёрный ферзь · e6 чёрная пешка · f6 чёрная пешка · h6 чёрный король · b5 белый слон · h5 чёрная пешка · a4 белая пешка · f4 белая пешка · b2 белая пешка · e2 белый ферзь · f2 белая пешка · h2 белая пешка · a1 белая ладья · f1 белый король | g8 чёрная ладья · b7 чёрный слон · b6 чёрный ферзь · e6 чёрная пешка · f6 чёрная пешка · h6 чёрный король · b5 белый слон · h5 чёрная пешка · a4 белая пешка · f4 белая пешка · b2 белая пешка · e2 белый ферзь · f2 белая пешка · h2 белая пешка · a1 белая ладья · f1 белый король | g8 чёрная ладья · b7 чёрный слон · b6 чёрный ферзь · e6 чёрная пешка · f6 чёрная пешка · h6 чёрный король · b5 белый слон · h5 чёрная пешка · a4 белая пешка · f4 белая пешка · b2 белая пешка · e2 белый ферзь · f2 белая пешка · h2 белая пешка · a1 белая ладья · f1 белый король | g8 чёрная ладья · b7 чёрный слон · b6 чёрный ферзь · e6 чёрная пешка · f6 чёрная пешка · h6 чёрный король · b5 белый слон · h5 чёрная пешка · a4 белая пешка · f4 белая пешка · b2 белая пешка · e2 белый ферзь · f2 белая пешка · h2 белая пешка · a1 белая ладья · f1 белый король | g8 чёрная ладья · b7 чёрный слон · b6 чёрный ферзь · e6 чёрная пешка · f6 чёрная пешка · h6 чёрный король · b5 белый слон · h5 чёрная пешка · a4 белая пешка · f4 белая пешка · b2 белая пешка · e2 белый ферзь · f2 белая пешка · h2 белая пешка · a1 белая ладья · f1 белый король | g8 чёрная ладья · b7 чёрный слон · b6 чёрный ферзь · e6 чёрная пешка · f6 чёрная пешка · h6 чёрный король · b5 белый слон · h5 чёрная пешка · a4 белая пешка · f4 белая пешка · b2 белая пешка · e2 белый ферзь · f2 белая пешка · h2 белая пешка · a1 белая ладья · f1 белый король | g8 чёрная ладья · b7 чёрный слон · b6 чёрный ферзь · e6 чёрная пешка · f6 чёрная пешка · h6 чёрный король · b5 белый слон · h5 чёрная пешка · a4 белая пешка · f4 белая пешка · b2 белая пешка · e2 белый ферзь · f2 белая пешка · h2 белая пешка · a1 белая ладья · f1 белый король | 5 |
| 4 | g8 чёрная ладья · b7 чёрный слон · b6 чёрный ферзь · e6 чёрная пешка · f6 чёрная пешка · h6 чёрный король · b5 белый слон · h5 чёрная пешка · a4 белая пешка · f4 белая пешка · b2 белая пешка · e2 белый ферзь · f2 белая пешка · h2 белая пешка · a1 белая ладья · f1 белый король | g8 чёрная ладья · b7 чёрный слон · b6 чёрный ферзь · e6 чёрная пешка · f6 чёрная пешка · h6 чёрный король · b5 белый слон · h5 чёрная пешка · a4 белая пешка · f4 белая пешка · b2 белая пешка · e2 белый ферзь · f2 белая пешка · h2 белая пешка · a1 белая ладья · f1 белый король | g8 чёрная ладья · b7 чёрный слон · b6 чёрный ферзь · e6 чёрная пешка · f6 чёрная пешка · h6 чёрный король · b5 белый слон · h5 чёрная пешка · a4 белая пешка · f4 белая пешка · b2 белая пешка · e2 белый ферзь · f2 белая пешка · h2 белая пешка · a1 белая ладья · f1 белый король | g8 чёрная ладья · b7 чёрный слон · b6 чёрный ферзь · e6 чёрная пешка · f6 чёрная пешка · h6 чёрный король · b5 белый слон · h5 чёрная пешка · a4 белая пешка · f4 белая пешка · b2 белая пешка · e2 белый ферзь · f2 белая пешка · h2 белая пешка · a1 белая ладья · f1 белый король | g8 чёрная ладья · b7 чёрный слон · b6 чёрный ферзь · e6 чёрная пешка · f6 чёрная пешка · h6 чёрный король · b5 белый слон · h5 чёрная пешка · a4 белая пешка · f4 белая пешка · b2 белая пешка · e2 белый ферзь · f2 белая пешка · h2 белая пешка · a1 белая ладья · f1 белый король | g8 чёрная ладья · b7 чёрный слон · b6 чёрный ферзь · e6 чёрная пешка · f6 чёрная пешка · h6 чёрный король · b5 белый слон · h5 чёрная пешка · a4 белая пешка · f4 белая пешка · b2 белая пешка · e2 белый ферзь · f2 белая пешка · h2 белая пешка · a1 белая ладья · f1 белый король | g8 чёрная ладья · b7 чёрный слон · b6 чёрный ферзь · e6 чёрная пешка · f6 чёрная пешка · h6 чёрный король · b5 белый слон · h5 чёрная пешка · a4 белая пешка · f4 белая пешка · b2 белая пешка · e2 белый ферзь · f2 белая пешка · h2 белая пешка · a1 белая ладья · f1 белый король | g8 чёрная ладья · b7 чёрный слон · b6 чёрный ферзь · e6 чёрная пешка · f6 чёрная пешка · h6 чёрный король · b5 белый слон · h5 чёрная пешка · a4 белая пешка · f4 белая пешка · b2 белая пешка · e2 белый ферзь · f2 белая пешка · h2 белая пешка · a1 белая ладья · f1 белый король | 4 |
| 3 | g8 чёрная ладья · b7 чёрный слон · b6 чёрный ферзь · e6 чёрная пешка · f6 чёрная пешка · h6 чёрный король · b5 белый слон · h5 чёрная пешка · a4 белая пешка · f4 белая пешка · b2 белая пешка · e2 белый ферзь · f2 белая пешка · h2 белая пешка · a1 белая ладья · f1 белый король | g8 чёрная ладья · b7 чёрный слон · b6 чёрный ферзь · e6 чёрная пешка · f6 чёрная пешка · h6 чёрный король · b5 белый слон · h5 чёрная пешка · a4 белая пешка · f4 белая пешка · b2 белая пешка · e2 белый ферзь · f2 белая пешка · h2 белая пешка · a1 белая ладья · f1 белый король | g8 чёрная ладья · b7 чёрный слон · b6 чёрный ферзь · e6 чёрная пешка · f6 чёрная пешка · h6 чёрный король · b5 белый слон · h5 чёрная пешка · a4 белая пешка · f4 белая пешка · b2 белая пешка · e2 белый ферзь · f2 белая пешка · h2 белая пешка · a1 белая ладья · f1 белый король | g8 чёрная ладья · b7 чёрный слон · b6 чёрный ферзь · e6 чёрная пешка · f6 чёрная пешка · h6 чёрный король · b5 белый слон · h5 чёрная пешка · a4 белая пешка · f4 белая пешка · b2 белая пешка · e2 белый ферзь · f2 белая пешка · h2 белая пешка · a1 белая ладья · f1 белый король | g8 чёрная ладья · b7 чёрный слон · b6 чёрный ферзь · e6 чёрная пешка · f6 чёрная пешка · h6 чёрный король · b5 белый слон · h5 чёрная пешка · a4 белая пешка · f4 белая пешка · b2 белая пешка · e2 белый ферзь · f2 белая пешка · h2 белая пешка · a1 белая ладья · f1 белый король | g8 чёрная ладья · b7 чёрный слон · b6 чёрный ферзь · e6 чёрная пешка · f6 чёрная пешка · h6 чёрный король · b5 белый слон · h5 чёрная пешка · a4 белая пешка · f4 белая пешка · b2 белая пешка · e2 белый ферзь · f2 белая пешка · h2 белая пешка · a1 белая ладья · f1 белый король | g8 чёрная ладья · b7 чёрный слон · b6 чёрный ферзь · e6 чёрная пешка · f6 чёрная пешка · h6 чёрный король · b5 белый слон · h5 чёрная пешка · a4 белая пешка · f4 белая пешка · b2 белая пешка · e2 белый ферзь · f2 белая пешка · h2 белая пешка · a1 белая ладья · f1 белый король | g8 чёрная ладья · b7 чёрный слон · b6 чёрный ферзь · e6 чёрная пешка · f6 чёрная пешка · h6 чёрный король · b5 белый слон · h5 чёрная пешка · a4 белая пешка · f4 белая пешка · b2 белая пешка · e2 белый ферзь · f2 белая пешка · h2 белая пешка · a1 белая ладья · f1 белый король | 3 |
| 2 | g8 чёрная ладья · b7 чёрный слон · b6 чёрный ферзь · e6 чёрная пешка · f6 чёрная пешка · h6 чёрный король · b5 белый слон · h5 чёрная пешка · a4 белая пешка · f4 белая пешка · b2 белая пешка · e2 белый ферзь · f2 белая пешка · h2 белая пешка · a1 белая ладья · f1 белый король | g8 чёрная ладья · b7 чёрный слон · b6 чёрный ферзь · e6 чёрная пешка · f6 чёрная пешка · h6 чёрный король · b5 белый слон · h5 чёрная пешка · a4 белая пешка · f4 белая пешка · b2 белая пешка · e2 белый ферзь · f2 белая пешка · h2 белая пешка · a1 белая ладья · f1 белый король | g8 чёрная ладья · b7 чёрный слон · b6 чёрный ферзь · e6 чёрная пешка · f6 чёрная пешка · h6 чёрный король · b5 белый слон · h5 чёрная пешка · a4 белая пешка · f4 белая пешка · b2 белая пешка · e2 белый ферзь · f2 белая пешка · h2 белая пешка · a1 белая ладья · f1 белый король | g8 чёрная ладья · b7 чёрный слон · b6 чёрный ферзь · e6 чёрная пешка · f6 чёрная пешка · h6 чёрный король · b5 белый слон · h5 чёрная пешка · a4 белая пешка · f4 белая пешка · b2 белая пешка · e2 белый ферзь · f2 белая пешка · h2 белая пешка · a1 белая ладья · f1 белый король | g8 чёрная ладья · b7 чёрный слон · b6 чёрный ферзь · e6 чёрная пешка · f6 чёрная пешка · h6 чёрный король · b5 белый слон · h5 чёрная пешка · a4 белая пешка · f4 белая пешка · b2 белая пешка · e2 белый ферзь · f2 белая пешка · h2 белая пешка · a1 белая ладья · f1 белый король | g8 чёрная ладья · b7 чёрный слон · b6 чёрный ферзь · e6 чёрная пешка · f6 чёрная пешка · h6 чёрный король · b5 белый слон · h5 чёрная пешка · a4 белая пешка · f4 белая пешка · b2 белая пешка · e2 белый ферзь · f2 белая пешка · h2 белая пешка · a1 белая ладья · f1 белый король | g8 чёрная ладья · b7 чёрный слон · b6 чёрный ферзь · e6 чёрная пешка · f6 чёрная пешка · h6 чёрный король · b5 белый слон · h5 чёрная пешка · a4 белая пешка · f4 белая пешка · b2 белая пешка · e2 белый ферзь · f2 белая пешка · h2 белая пешка · a1 белая ладья · f1 белый король | g8 чёрная ладья · b7 чёрный слон · b6 чёрный ферзь · e6 чёрная пешка · f6 чёрная пешка · h6 чёрный король · b5 белый слон · h5 чёрная пешка · a4 белая пешка · f4 белая пешка · b2 белая пешка · e2 белый ферзь · f2 белая пешка · h2 белая пешка · a1 белая ладья · f1 белый король | 2 |
| 1 | g8 чёрная ладья · b7 чёрный слон · b6 чёрный ферзь · e6 чёрная пешка · f6 чёрная пешка · h6 чёрный король · b5 белый слон · h5 чёрная пешка · a4 белая пешка · f4 белая пешка · b2 белая пешка · e2 белый ферзь · f2 белая пешка · h2 белая пешка · a1 белая ладья · f1 белый король | g8 чёрная ладья · b7 чёрный слон · b6 чёрный ферзь · e6 чёрная пешка · f6 чёрная пешка · h6 чёрный король · b5 белый слон · h5 чёрная пешка · a4 белая пешка · f4 белая пешка · b2 белая пешка · e2 белый ферзь · f2 белая пешка · h2 белая пешка · a1 белая ладья · f1 белый король | g8 чёрная ладья · b7 чёрный слон · b6 чёрный ферзь · e6 чёрная пешка · f6 чёрная пешка · h6 чёрный король · b5 белый слон · h5 чёрная пешка · a4 белая пешка · f4 белая пешка · b2 белая пешка · e2 белый ферзь · f2 белая пешка · h2 белая пешка · a1 белая ладья · f1 белый король | g8 чёрная ладья · b7 чёрный слон · b6 чёрный ферзь · e6 чёрная пешка · f6 чёрная пешка · h6 чёрный король · b5 белый слон · h5 чёрная пешка · a4 белая пешка · f4 белая пешка · b2 белая пешка · e2 белый ферзь · f2 белая пешка · h2 белая пешка · a1 белая ладья · f1 белый король | g8 чёрная ладья · b7 чёрный слон · b6 чёрный ферзь · e6 чёрная пешка · f6 чёрная пешка · h6 чёрный король · b5 белый слон · h5 чёрная пешка · a4 белая пешка · f4 белая пешка · b2 белая пешка · e2 белый ферзь · f2 белая пешка · h2 белая пешка · a1 белая ладья · f1 белый король | g8 чёрная ладья · b7 чёрный слон · b6 чёрный ферзь · e6 чёрная пешка · f6 чёрная пешка · h6 чёрный король · b5 белый слон · h5 чёрная пешка · a4 белая пешка · f4 белая пешка · b2 белая пешка · e2 белый ферзь · f2 белая пешка · h2 белая пешка · a1 белая ладья · f1 белый король | g8 чёрная ладья · b7 чёрный слон · b6 чёрный ферзь · e6 чёрная пешка · f6 чёрная пешка · h6 чёрный король · b5 белый слон · h5 чёрная пешка · a4 белая пешка · f4 белая пешка · b2 белая пешка · e2 белый ферзь · f2 белая пешка · h2 белая пешка · a1 белая ладья · f1 белый король | g8 чёрная ладья · b7 чёрный слон · b6 чёрный ферзь · e6 чёрная пешка · f6 чёрная пешка · h6 чёрный король · b5 белый слон · h5 чёрная пешка · a4 белая пешка · f4 белая пешка · b2 белая пешка · e2 белый ферзь · f2 белая пешка · h2 белая пешка · a1 белая ладья · f1 белый король | 1 |
|   | a | b | c | d | e | f | g | h |   |

1. d4 d5 2. c4 c6 3. Кf3 Кf6 4. Кc3 e6 5. e3 Кbd7 6. Сd3 dc 7. С:c4 b5 8. Сd3 a6 9. e4 c5 10. e5 cd 11. К:b5 ab 12. ef gf 13. O-O Фb6 14. Фe2 Сb7 15. С:b5 Сd6 16. Лd1 Лg8 17. g3 Лg4 18. Сf4 С:f4 19. К:d4 h5 20. К:e6 fe 21. Л:d7 Крf8 22. Фd3 Лg7 23. Л:g7 Кр: g7 24. gf Лd8 25. Фe2 Крh6 26. Крf1 Лg8 27. a4 (см. диаграмму)
27 …Сg2+ 28. Крe1 Сh3 29. Лa3 Лg1+ 30. Крd2 Фd4+ 31. Крc2 Сg4 32. f3 Сf5+ 33. Сd3 Сh3 34. a5 Лg2 35. a6 Л:e2+ 36. С:e2 Сf5+ 37. Крb3 Фe3+ 38. Крa2 Ф:e2 39. a7 Фc4+ 40. Крa1 Фf1+ 41. Крa2 Сb1+, 0 : 1
Третья партия получилась чрезвычайно интересной. Крамник, играя белыми, в славянской защите столкнулся с дебютной новинкой противника, оказался не в лучшей позиции, к тому же израсходовал на час больше времени, чем Ананд. Найденное им продолжение позволило переломить ход игры, белые перешли в атаку. Объективный анализ позиции давал ничейный результат, но на 29 ходу Крамник ошибся и чёрные вновь пошли в наступление. Шансы на ничью оставались, по словам самого Крамника, вплоть до 33 хода, но он, находясь в цейтноте, сделал ещё несколько неточных ходов, а Ананд прекрасно использовал ошибки соперника. Чёрные победили. Ананд повёл в счёте.
Этот проигрыш заставил задуматься даже самых оптимистичных болельщиков Крамника. С одной стороны, успокаивало очевидное соображение: «У Крамника в матчах бывало и хуже, однако же он выигрывал!». С другой — факт проигрыша белыми в результате серии цейтнотных ошибок не мог не настораживать.

### 4-я партия
Четвёртая партия закончилась вничью. Ананд играл спокойно, взвешенно и надёжно, Крамник пытался перехватить инициативу, но ему это не удалось. На пресс-конференции Крамник сказал, что ему пришлось пересмотреть некоторые предварительные установки на этот матч, и что «ещё не время паниковать». Ананд был сдержан и не торопился торжествовать, хотя он, как отметили комментаторы, стал заметно спокойнее, чем во время первых партий матча.

### 5-я партия
В пятой партии произошло повторение того, что было в третьей. Снова Крамник играл белыми, снова разыгрывалась славянская защита, и снова Крамник израсходовал на начальном этапе намного больше времени, чем Ананд. Стремление играть на выигрыш дало обратный результат: в цейтноте Крамник дважды ошибся, на 27 и 29 ходах, причём вторая ошибка — достаточно грубый зевок. Ананд использовал ошибки противника и после 35 хода белые сдались.
После этой партии, учитывая наблюдаемую форму игроков, шансов на победу у Крамника уже практически не осталось. Хотя на пресс-конференции Крамник и говорил, что ситуация «ещё не безнадёжна», но уже мало кто верил, что ему удастся отыграть в таких условиях два очка за оставшиеся семь партий. Комментаторы заговорили о том, что даже если Крамник сравняет счёт, в тай-брейке он имеет худшие шансы, ведь Ананд — признанный корифей в быстрых шахматах. Впрочем, надежда на какую-то интригу в матче в это время ещё сохранялась.

### 6-я партия
Окончательно исход матча был решён в шестой партии. В ней была разыграна защита Нимцовича. Партия развивалась вполне ровно, но уже в эндшпиле Крамник, пытавшийся перехватить инициативу, допустил две ошибки — сначала, скорее, по невнимательности, затем — в результате цейтнота. В результате Ананд одержал победу.
После этого в матче остался только один вопрос: сможет ли Крамник выиграть хотя бы одну партию?

### 7-я партия
Седьмая партия, по мнению комментаторов, продемонстрировала готовность Ананда, несмотря на своё подавляющее преимущество в матче, играть на выигрыш. В достаточно равной позиции, сложившейся к началу 20-х ходов, он не пошёл на окончательное уравнение, а продолжил активную игру. Анализ показывал, что белые действительно стоят несколько лучше, хотя очевидного выигрыша за них нет. Крамник защищался точно и нашёл технически сложный, но гарантированный путь к ничьей.

### 8-я партия
В восьмой партии игроки снова разыграли ферзевый гамбит и вышли на ничейную позицию. Крамник пытался атаковать, но не смог создать для Ананда никаких серьёзных проблем. После 39 хода соперники согласились на ничью.

### 9-я партия
В девятой партии Крамник показал, наконец, ту игру, которой от него ждали с начала матча. Играя чёрными, он выбрал непростой вариант дебюта, явно выходивший за рамки предварительной подготовки Ананда — индиец надолго задумался за доской. В выбранном им варианте белые подверглись серьёзной опасности, Крамник играл смело и агрессивно. Возможно, он мог одержать победу, но в острой позиции не нашёл единственно верного продолжения, в результате партия закончилась вничью.
Теперь Крамника могло спасти только чудо — для уравнения счёта в основной серии он должен был выиграть три следующие партии.

### 10-я партия
В этой партии Ананду для победы в матче достаточно было ничьей. Была разыграна защита Нимцовича, до 20 хода соперники воспроизводили известный в теории вариант, после чего ход Крамника привёл к неожиданно сложной позиции. Противники как будто поменялись местами — теперь уже Ананд не находил, как отвечать, и тратил заметно больше времени на обдумывание. После 29 хода белых у чёрных отчётливо вырисовалась перспектива потери фигуры. Подумав несколько минут, Ананд подозвал Крамника и поздравил его с победой.
Таким образом, «гол престижа» был забит. О большем в этом матче уже никто не говорил. Для получения шансов на победу россиянину нужно было выиграть две следующие партии, что было практически невероятно.

### 11-я партия
11-ю партию Ананд начал ходом e2-e4, Крамник выбрал сицилианскую защиту. К 12 ходу сложилась позиция, в которой Крамник, теоретически, мог иметь шансы на победу чёрными — достаточно сложная и без форсированных ничейных вариантов. Однако сражения не получилось — Крамник взял сначала одну белую пешку, допустив в результате дефект в своей позиции, затем ещё одну. К 18 ходу в позиции уже не осталось реальных шансов на победу для чёрных. После 24 хода игроки согласились на ничью.
Ананд получил последние недостающие пол-очка, общий счёт в матче стал 6,5:4,5 в его пользу.

## Итог
Таким образом, после 11 партий Вишванатан Ананд добился победы со счётом 6½ : 4½ и сохранил звание чемпиона мира.
На итоговой пресс-конференции соперники поблагодарили организаторов матча. В течение второй половины матча комментаторы гадали, уйдёт ли Крамник из шахмат после проигрыша. Крамник сказал, что, несмотря на проигрыш, он не собирается оставлять шахматы и непременно вернётся за доску, но сейчас собирается, прежде всего, отдохнуть и проанализировать свои прошлые ошибки.

## Таблица матча
| №           | Участники         | Рейтинг     | 1     | 2     | 3     | 4     | 5     | 6     | 7     | 8     | 9     | 10    | 11    | 12 |  | + | − | = | Очки |
| ----------- | ----------------- | ----------- | ----- | ----- | ----- | ----- | ----- | ----- | ----- | ----- | ----- | ----- | ----- | -- |  | - | - | - | ---- |
| 1           | Вишванатан Ананд  | 2783        | ½     | ½     | 1     | ½     | 1     | 1     | ½     | ½     | ½     | 0     | ½     |    |  | 3 | 1 | 7 | 6½   |
| 2           | Крамник, Владимир | 2772        | ½     | ½     | 0     | ½     | 0     | 0     | ½     | ½     | ½     | 1     | ½     |    |  | 1 | 3 | 7 | 4½   |
| ECO         | ECO               | ECO         | D14   | E25   | D49   | D37   | D49   | E34   | D19   | D39   | D43   | E20   | B96   |    |  |   |   |   |      |
| Игровые дни | Игровые дни       | Игровые дни | 14.10 | 15.10 | 17.10 | 18.10 | 20.10 | 21.10 | 23.10 | 24.10 | 26.10 | 27.10 | 29.10 |    |  |   |   |   |      |

## Интересные факты
- На момент начала матча его участники вовсе не были самыми сильными по рейтингу шахматистами мира. Они занимали лишь 5-е и 6-е место в рейтинг-листе.